# Hélène Naïs
Hélène Naïs (* 1927; † 17. Februar 2010) war eine französische Romanistin und Sprachwissenschaftlerin.

## Leben und Werk
Hélène Naïs habilitierte sich 1960 in Paris bei Jean Frappier mit den beiden Thèses Les animaux dans la poésie française de la Renaissance (Paris 1961) und Introduction au Rustican. Sie war Professorin für französische Sprachwissenschaft an der Universität Nancy. Zu ihren Schülern gehörten Philippe Caron (* 1949) und Bernard Combettes (* 1942).

## Weitere Werke
- Le "Dictionarie of the French and English Tongues" de Randle Cotgrave. Réflexions sur la méthode de ce lexicographe, in: Verba et Vocabula. Festschrift Ernst Gamillscheg, München 1968, S. 343–357